# Frankenstraße 71 (Stralsund)

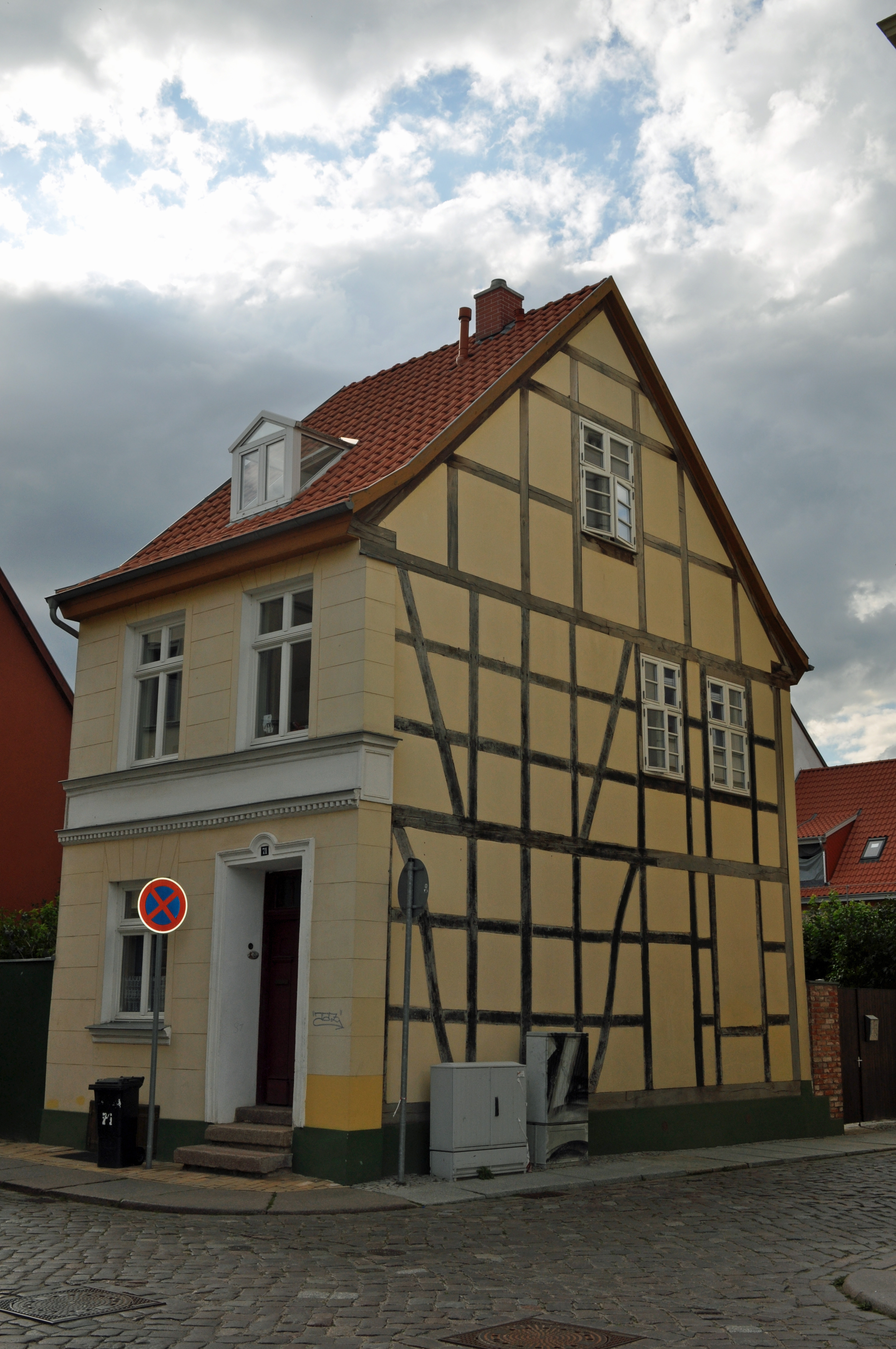
Das Haus Frankenstraße 71 Stralsund (2011)

Das Haus mit der postalischen Adresse Frankenstraße 71 ist ein unter Denkmalschutz stehendes Gebäude in der Frankenstraße in Stralsund, an der Ecke zur Unnützen Straße.
Das zur Frankenstraße hin schmale, zweigeschossige Traufenhaus in der Mitte des 18. Jahrhunderts errichtet. Die rustizierte Fassade weist ein die Geschosse trennendes Zahnschnittgesims auf. Die zweiflügelige Haustür stammt aus dem Jahr 1810 und zeigt klassizistische Motive.
Das Haus liegt im Kerngebiet des von der UNESCO als Weltkulturerbe anerkannten Stadtgebietes des Kulturgutes „Historische Altstädte Stralsund und Wismar“. In die Liste der Baudenkmale in Stralsund aus dem Jahr 1997 ist es mit der Nummer 253 eingetragen.